# Tricholomataceae
Tricholomataceae, (Roger Heim, 1934 ex Zdeněk Pouzar, 1983) este o familie de bureți foarte mare și răspândită cu 78 de genuri și peste 1200 de specii, în Europa aproximativ 40 de genuri de genuri (după micologa germană Annette Bollmann 107 genuri cu aproximativ 2500 de specii)) din încrengătura Basidiomycota și ordinul Agaricales, a cărui nume generic este derivat din cuvintele grecești (greacă τριχος=păr și greacă λωμα=margine, lizieră) pentru epitet, referitor la Tricholoma vaccinum care are franjuri la marginea pălăriei. Speciile incluse sunt saprofiți sau simbionți micoriza (formează micorize pe rădăcinile arborilor) care se dezvoltă, de la câmpie la munte, nu numai mai în păduri de foioase și de conifere, ci de asemenea prin câmpuri, parcuri sau livezi, din (mai) iunie până în octombrie (noiembrie).  Tip de familie este genul Tricholoma.

## Istoric
Această familie de ciuperci este una din cele mai noi taxonate: Atât micologul elvețian Victor Fayod (1860-1900) în 1889 cât și cel olandez, Johannes Paulus Lotsy (1867–1931), în anul 1907, au încercat o descriere a acestei familii de bureți. Dar ambele încercări au fost respinse, cea a lui Lotsy, de exemplu, pentru că a inclus familia Hygrophoraceae în cea a Tricholomataceae-lor (între timp legitimată). Roger Heim (1900-1979), a redescris familia bazându-se pe compatriotul său Fayod. Astfel, această taxonomie a fost invalidată. De abia caracterizarea familiei în anul 1983 prin micologul ceh Zdeněk Pouzar în jurnalul Česká mykologie a fost validată.
Micologii olandezi Cornelis (Kees) Bas (n. 1928) și Eef Arnolds (n. 1948) au plasat, ca și Lotsy pe vremuri, familia Hygrophoraceae în cadrul acestei familii, însă această clasificare nu este acceptată de majoritatea taxonomilor.
Analiza filogenetică moleculară a contribuit foarte mult la demarcarea grupurilor monofiletice clare printre Tricholomataceae. Până în prezent, majoritatea acestor grupuri au fost definite mai degrabă cladistic decât a fi definite ca taxoni formali Linneani, deși au existat mai multe cazuri în care segregările propuse mai vechi de la Tricholomataceae au fost validate prin dovezi provenite din filogenetica moleculară. Începând cu 2006, separarea familiilor incluzând Hydnangiaceae, Lyophyllaceae, Marasmiaceae, Mycenaceae, Omphalotaceae, Physalacriaceae și Pleurotaceae de la Tricholomataceae au fost confirmate valabil.
Micologa Marisol Sanchez-Garcia și colegii ei au propus o clasificare revizuită a Tricholomataceae-lor cu șapte genuri: Leucopaxillus, Tricholoma, Dennisiomyces, Porpoloma precum genurile nou circumscrise Corneriella, Pogonoloma și Pseudotricholoma.
Denumirea "Tricholomataceae" este, totuși, văzută ca având valabilitate în descrierea Tricholoma și a rudelor sale apropiate și orice alt gen poate fi descris la un moment dat ca parte a unei familii monofiletice incluzând Tricholoma. În acest scop, „Congresul Botanic Internațional” a votat în două rânduri (1988 și 2006) pentru conservarea denumirii Tricholomataceae împotriva denumirilor concurente. Această decizie nu invalidează utilizarea familiilor segregate de la Tricholomataceae, ci doar validează utilizarea în continuare a Tricholomataceae-lor.

## Descriere
- Pălăria: este boltită, conică, campanulată, convexă, plană sau infundibuliformă, rareori deprimată în mijloc. Coloritul cuticulei variază tare.
- Lamelele:  sunt de obicei adnate, uneori libere, sinuate, emarginate sau decurente., în cazul genului de tip și altora (de exemplu genul Melanoleuca), de asemenea, cu un „șanț”, adică cu o protruzie profundă, largă și proeminentă în jurul piciorului.
- Piciorul: poate fi cărnos, cartilaginos, cărnos sau fibros, aproape mereu atașat central de picior, doar uneori este plasat excentric, lateral sau absent, fiind adesea subțire, prezentând numai foarte rar un inel. La unele specii secretă un suc alb sau transparent. [5][18]
- Carnea: este la cele mai multe specii destul de moale. Mirosul variază de la plăcut la extrem de neplăcut ca de sulf, acid butiric respectiv gaz natural. Gustul poate fi amar, acrișor sau aromat.[19]
- Caracteristici microscopice: Hifele prezintă celule cu sau fără fibule, iar cistidele pot fi prezente sau absente. Basidiile  cu 2-4 sterigme pe care se găsesc sporii care sunt sub microscop netezi, hialini (translucizi), punctați, echinulați sau verucoși, fără por germinativ, amiloizi sau nu (colorabilitatea respectiv necolorabilitatea structurilor tisulare folosind reactivi de iod) și întotdeauna nu cianofili (colorarea albastră a citoplasmei sau a pereților celulari, ai basidiilor, cistoidelor, hifelor sau sporilor). Praful sporilor este alb, ușor crem, galben-ocru-deschis sau crem-roz respectiv cenușiu deschis până la brun-cenușiu.

## Tipuri de gen în familia Tricholomataceae (selecție)
Aici sunt listate numai genuri europene și mai cunoscute ale  familiei. 
| - Amparoina Singer (1958) - Archaeomarasmius Hibbett (1997) - Arthromyces T.J.Baroni & Lodge (2007) - Arthrosporella Singer (1970) - Asproinocybe R.Heim (1970) - Callistosporium Singer (1944) - Cantharellopsis Kuyper (1986) - Catathelasma Lovejoy (1910) - Caulorhiza Lennox (1979) - Cellypha Donk (1959) - Clavomphalia E.Horak (1987) - Clitocybe (Fr.) Staude (1857) - Collybia (Fr.) Staude (1857) - Conchomyces Overeem (1927) - Cyphellocalathus Agerer (1981) | - Delicatula Fayod (1889) - Dendrocollybia R.H.Petersen & Redhead (2001) - Dermoloma (J. E. Lange : Singer) Herink (1959) - Fayodia Kühner (1930) - Infundibulicybe (Bull. : Quél.) Harmaja (2003) - Lepista (\|Fr.) W.G.Sm. (1870) - Leucocortinarius (J.E.Lange) Singer (1945) - Leucoinocybe Singer (1943) - Leucopaxillus Boursier (1925) - Leucopholiota (Romagn.) O.K.Mill. (1996) - Melanoleuca Pat. (1897) - Melanomphalia M.P.Christ. (1936) - Mycenella (J.E.Lange) Singer (1938) - Myxomphalia Hora (1960) - Neoclitocybe Singer (1962) | - Omphaliaster Lamoure (1971) - Omphalina Quél. (1886) - Paralepista Raithelh. (1981) - Phyllotopsis (E.-J.Gilbert & Donk) Singer (1936) - Pseudobaeospora Singer (1942) - Pseudoclitocybe (Singer) Singer (1956) - Pseudohygrophorus Velen. (1939) - Pseudoomphalina (Singer) Singer (1956) - Resupinatus (Nees) Gray (1821) - Rimbachia Pat. (1891) - Ripartites P.Karsten (1879) - Squamanita Imbach (1946) - Tricholoma (Fr.) Staude (1857) - Tricholomopsis Singer (1939) - Tricholosporum (Bres.) Guzmán (1975) |

## Imagini de tip de genuri ale familiei Tricholomataceae

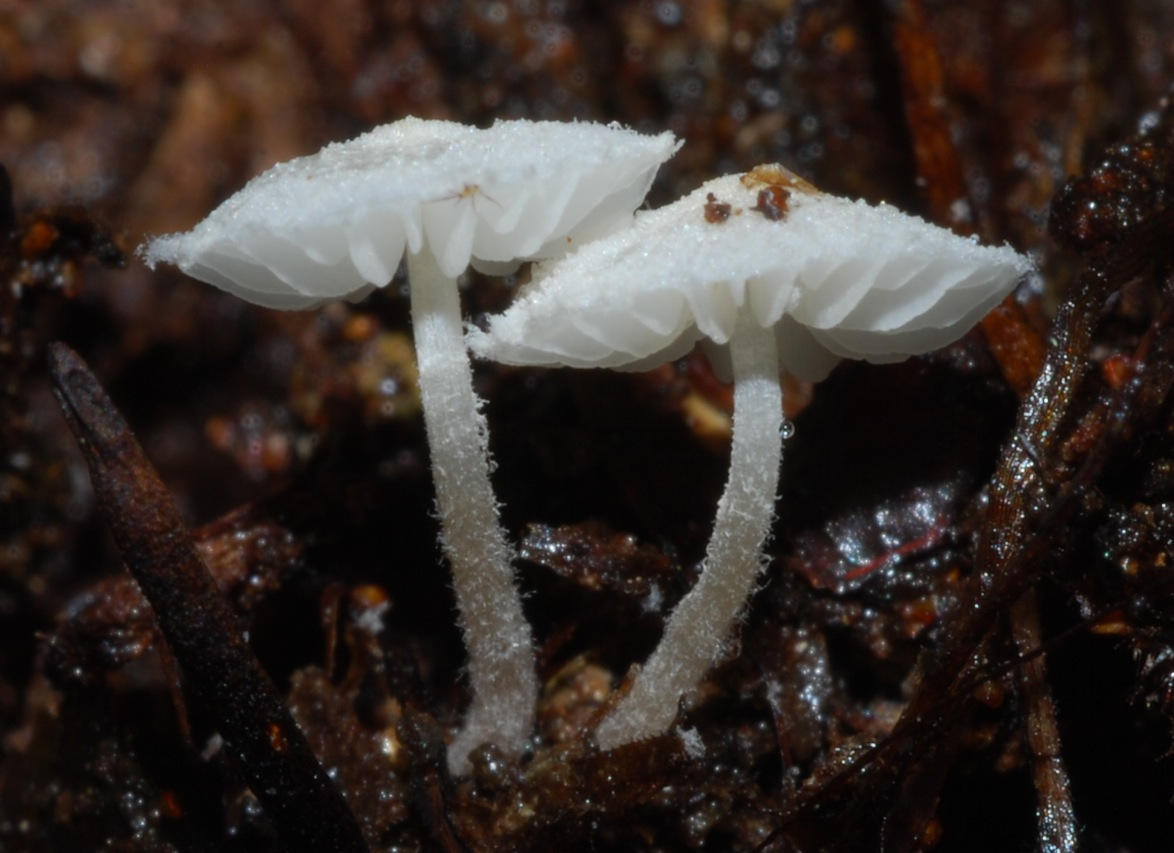
Amparoina spinosissima
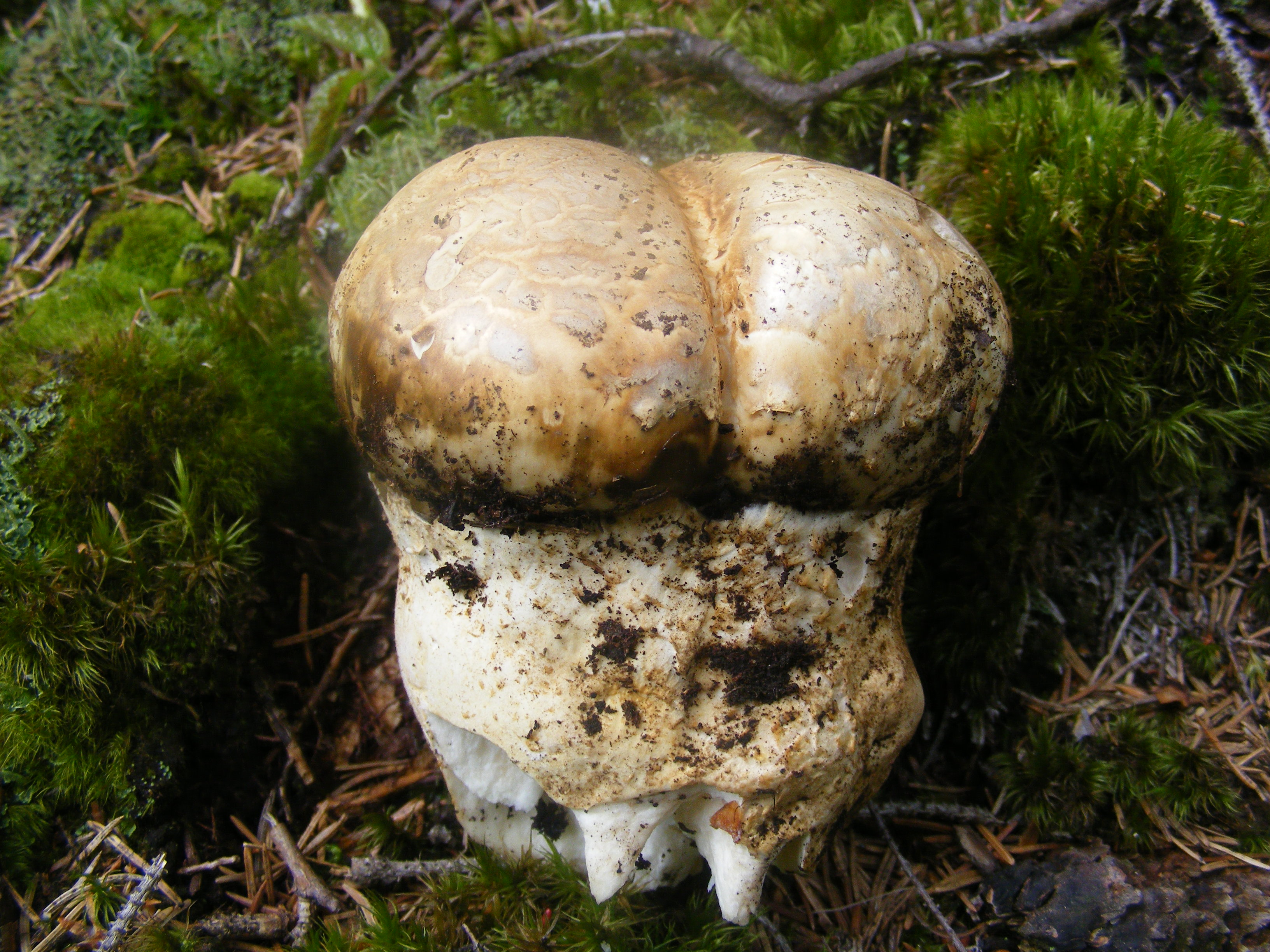
Catathelasma imperiale
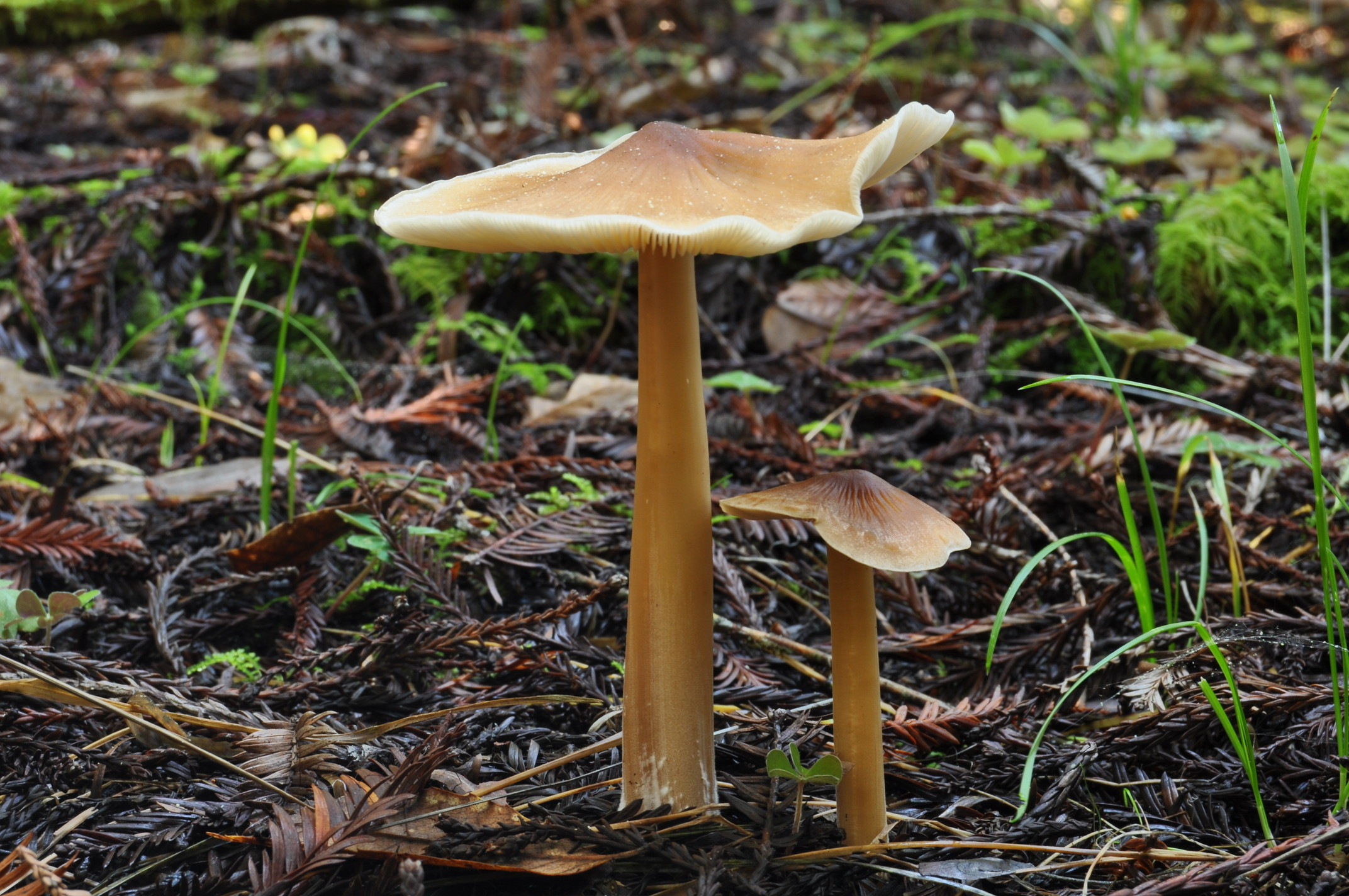
Caulorhiza umbonata
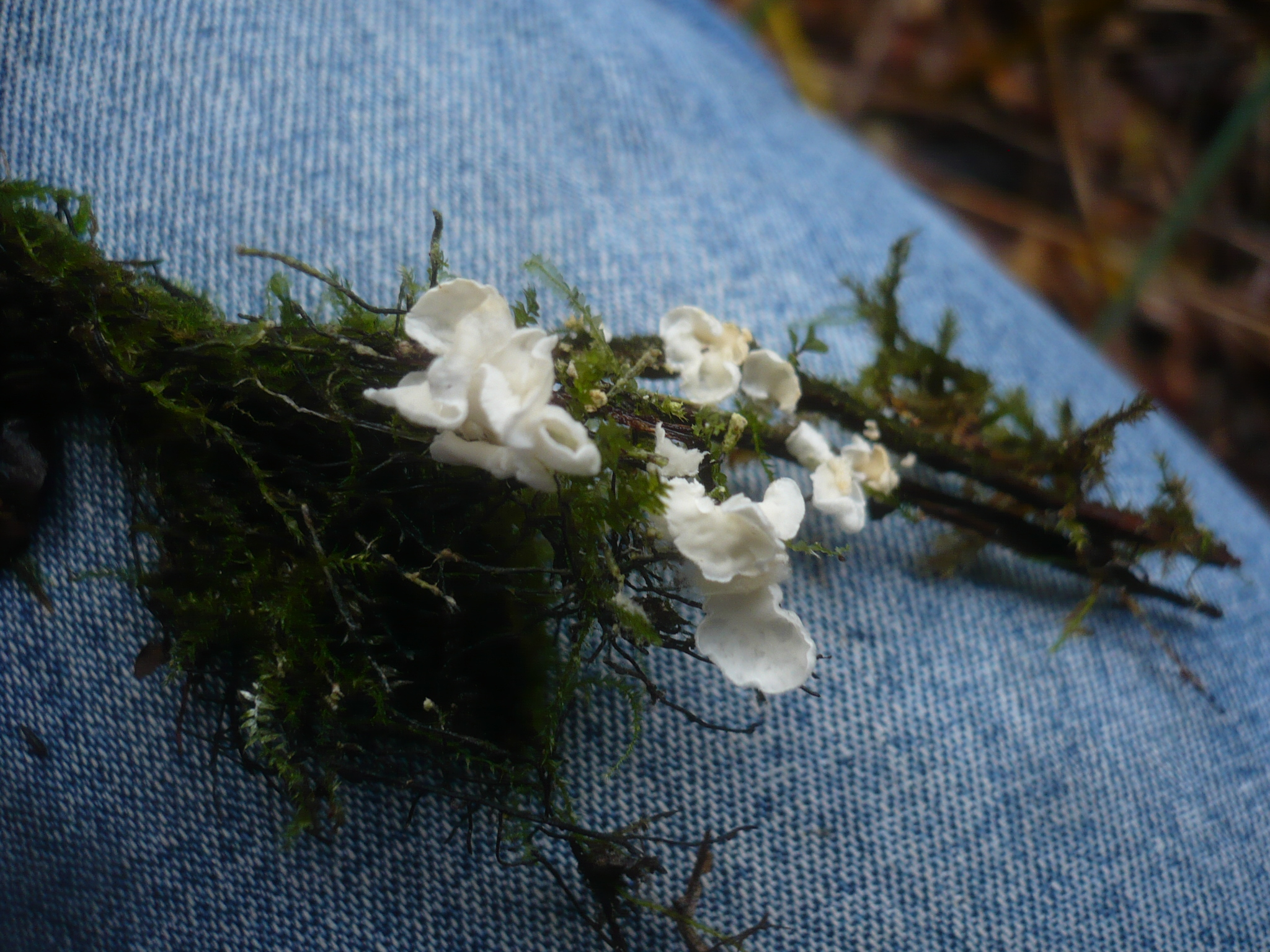
Cellypha goldbachii
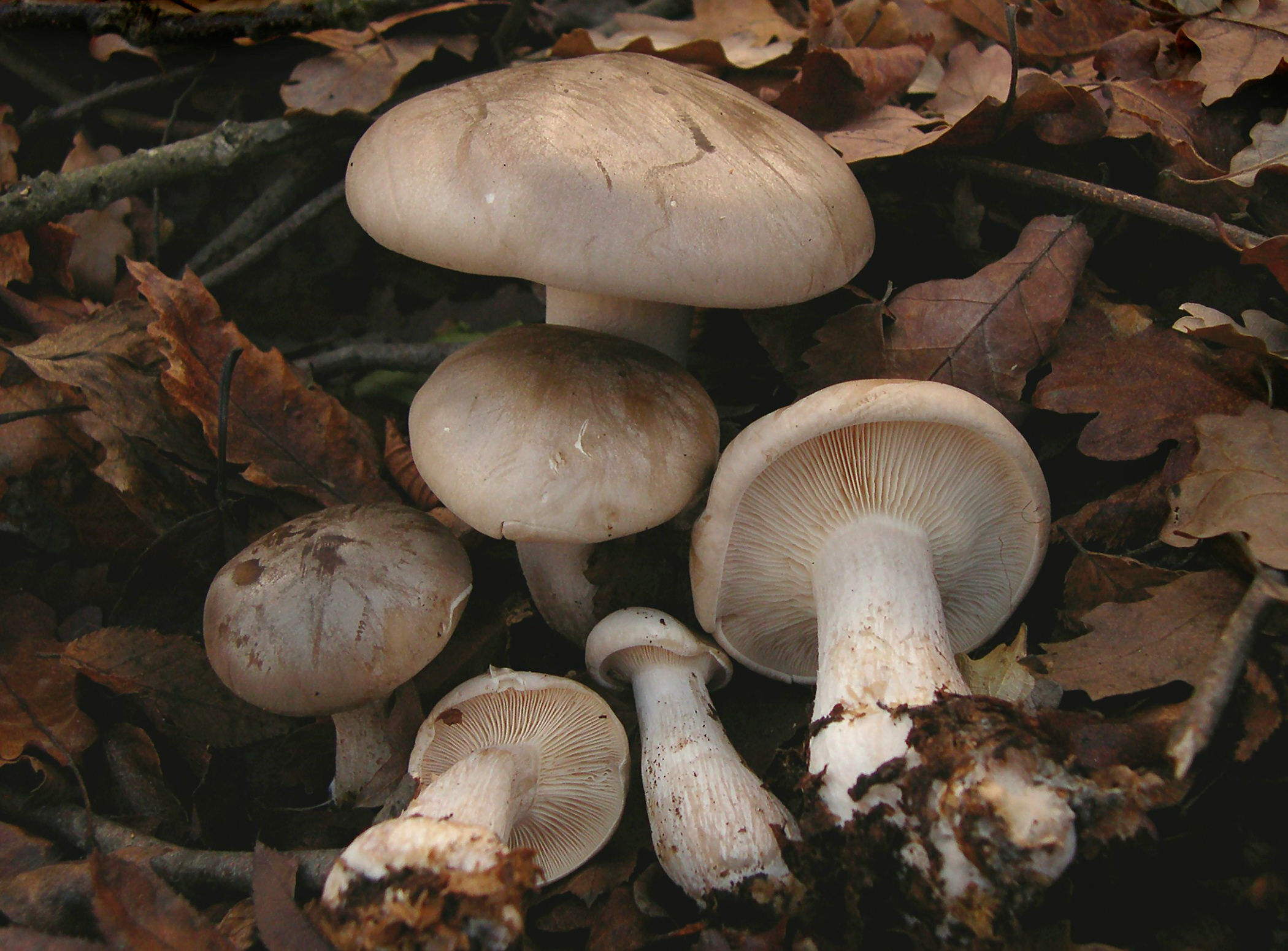
Clitocybe nebularis
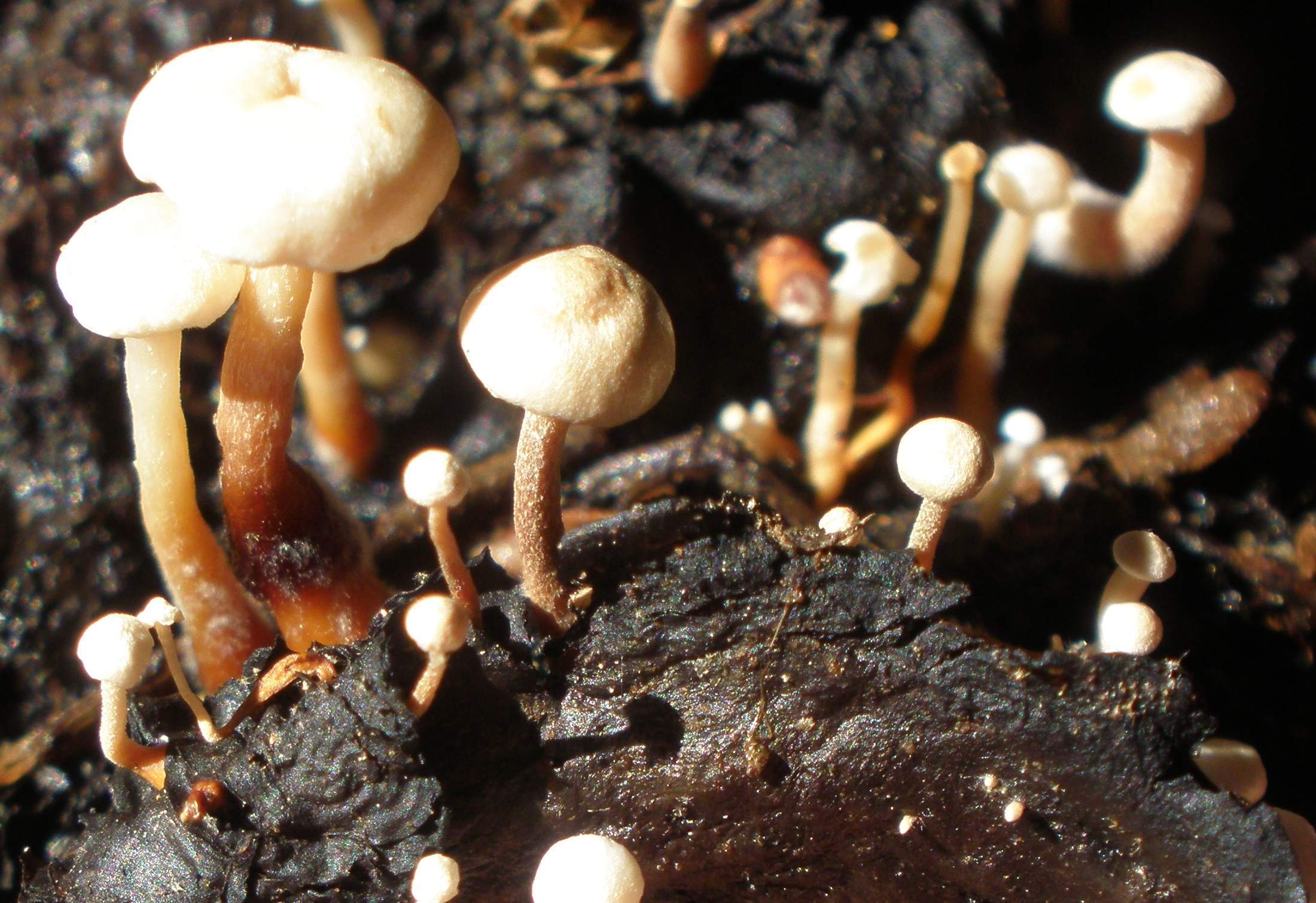
Collybia tuberosa 65840
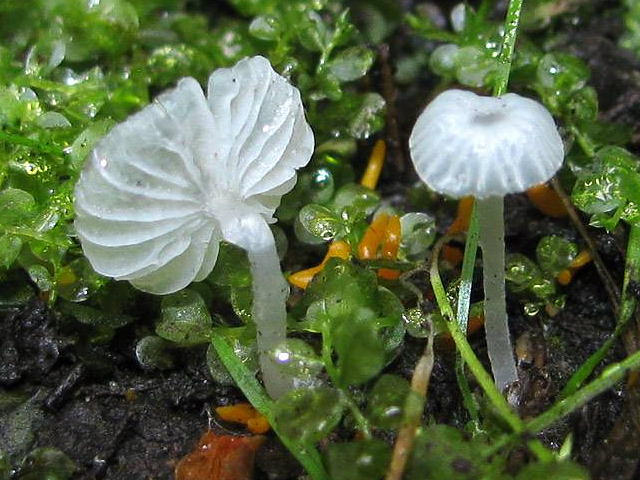
Delicatula integrella
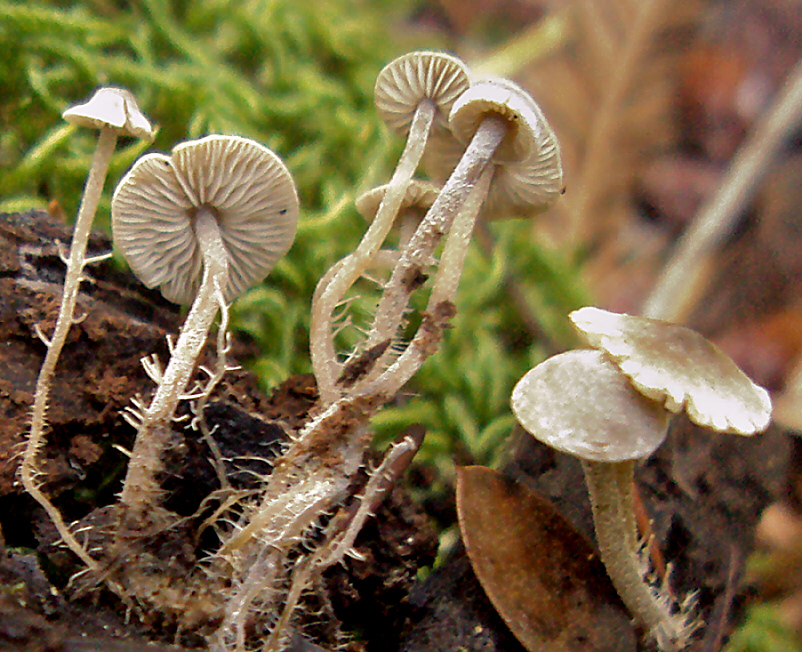
Dendrocollybia racemosa

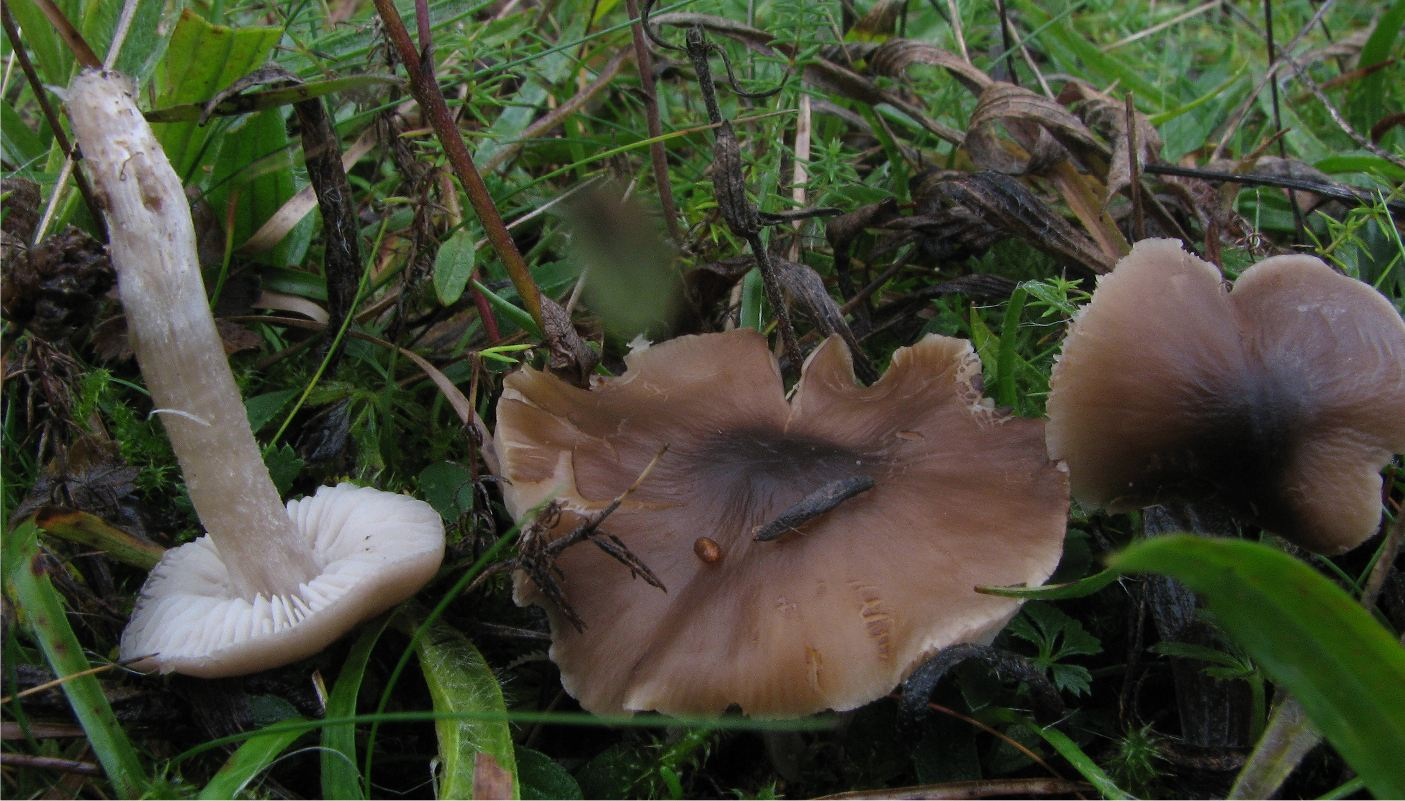
Dermoloma cuneifolium
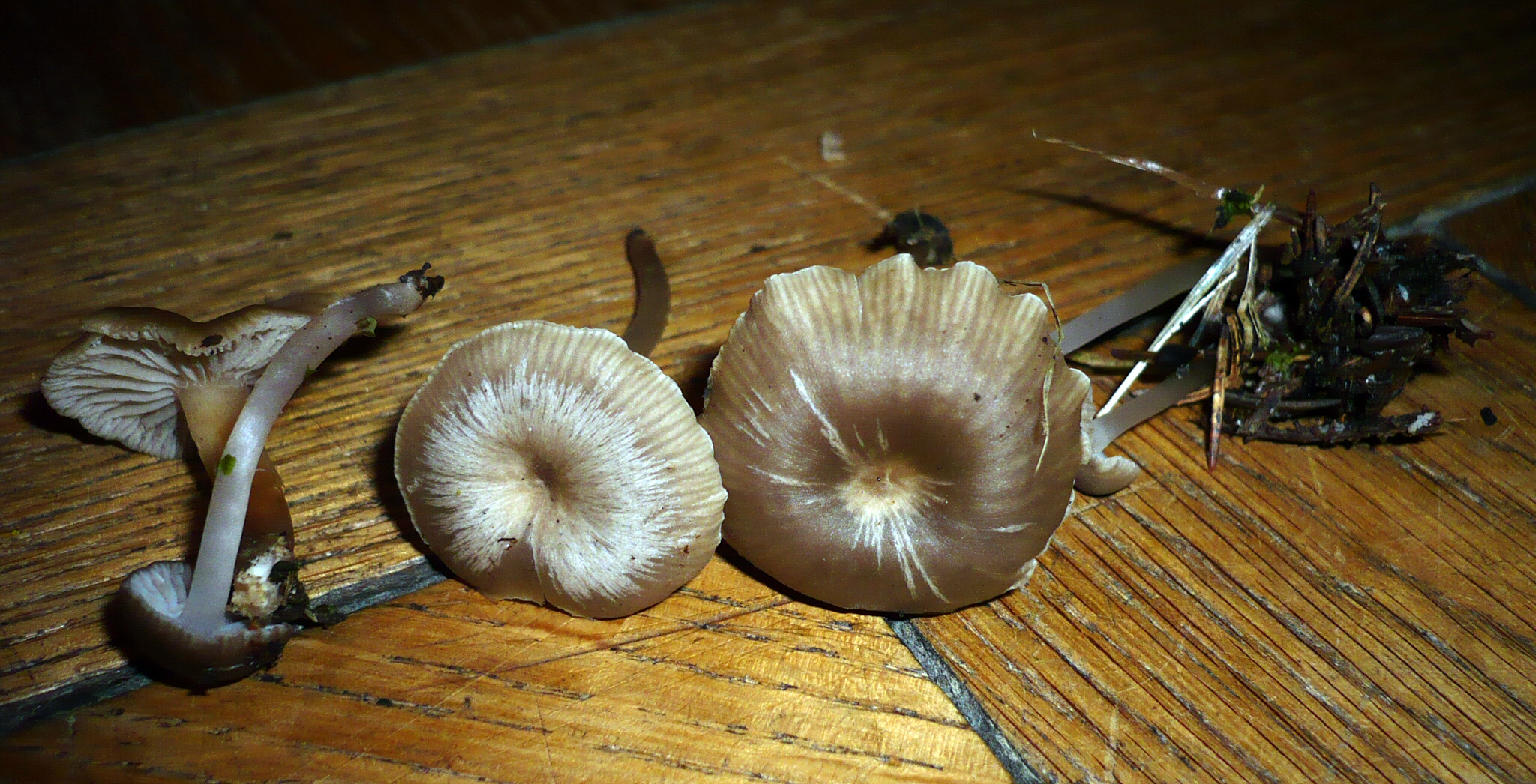
Fayodia bisphaerigera
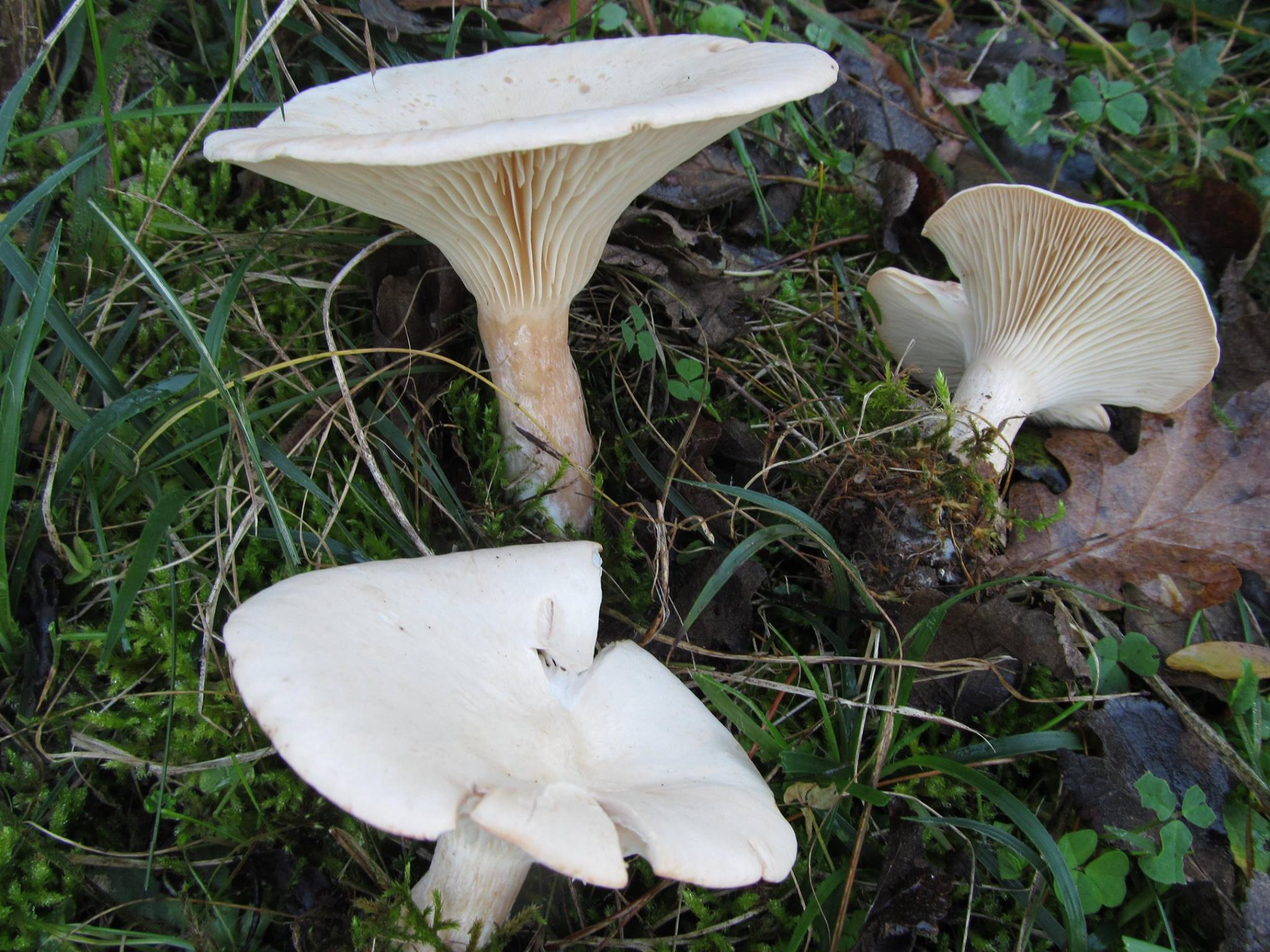
Infundibulicybe geotropa
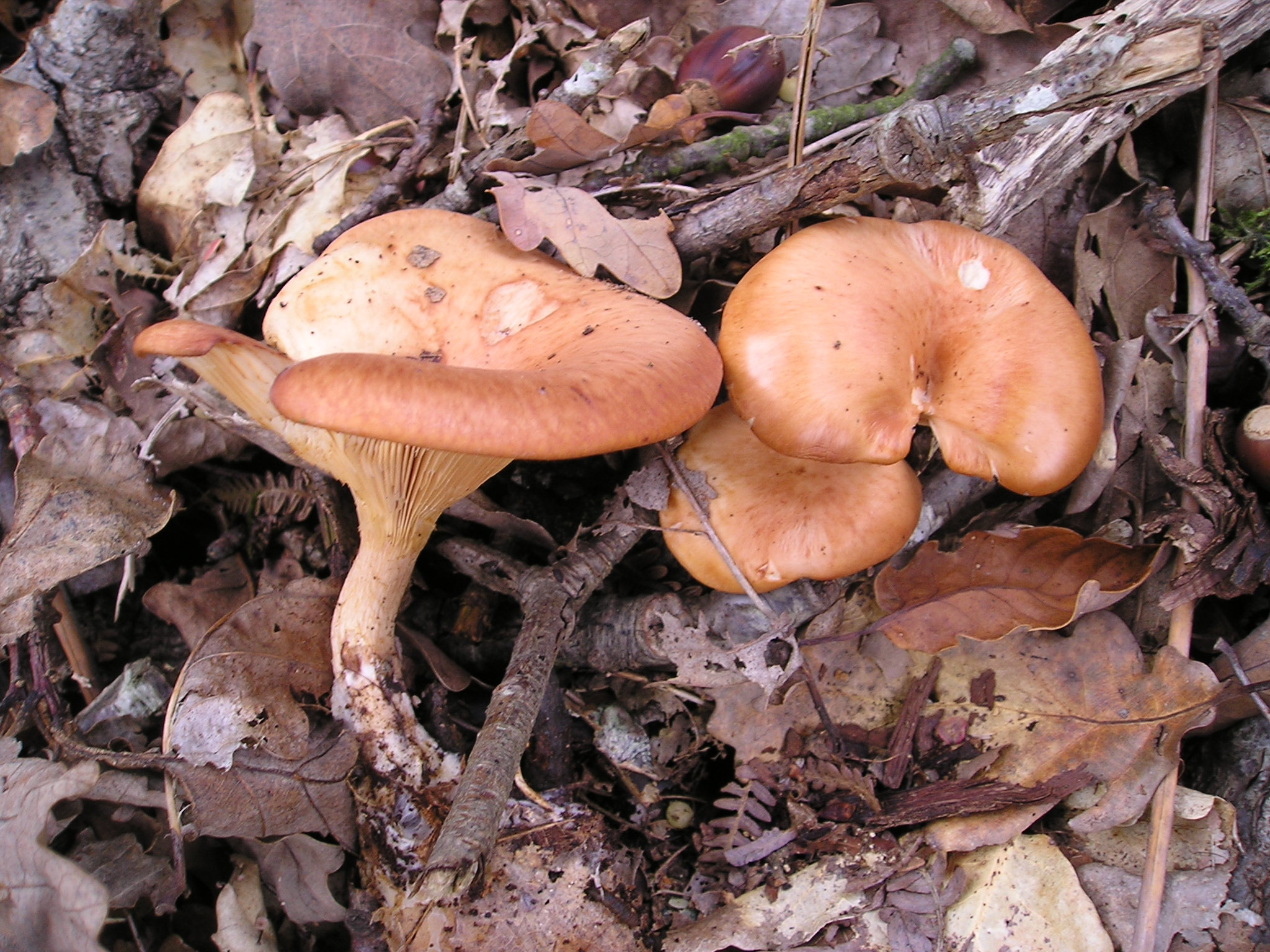
Lepista flaccida
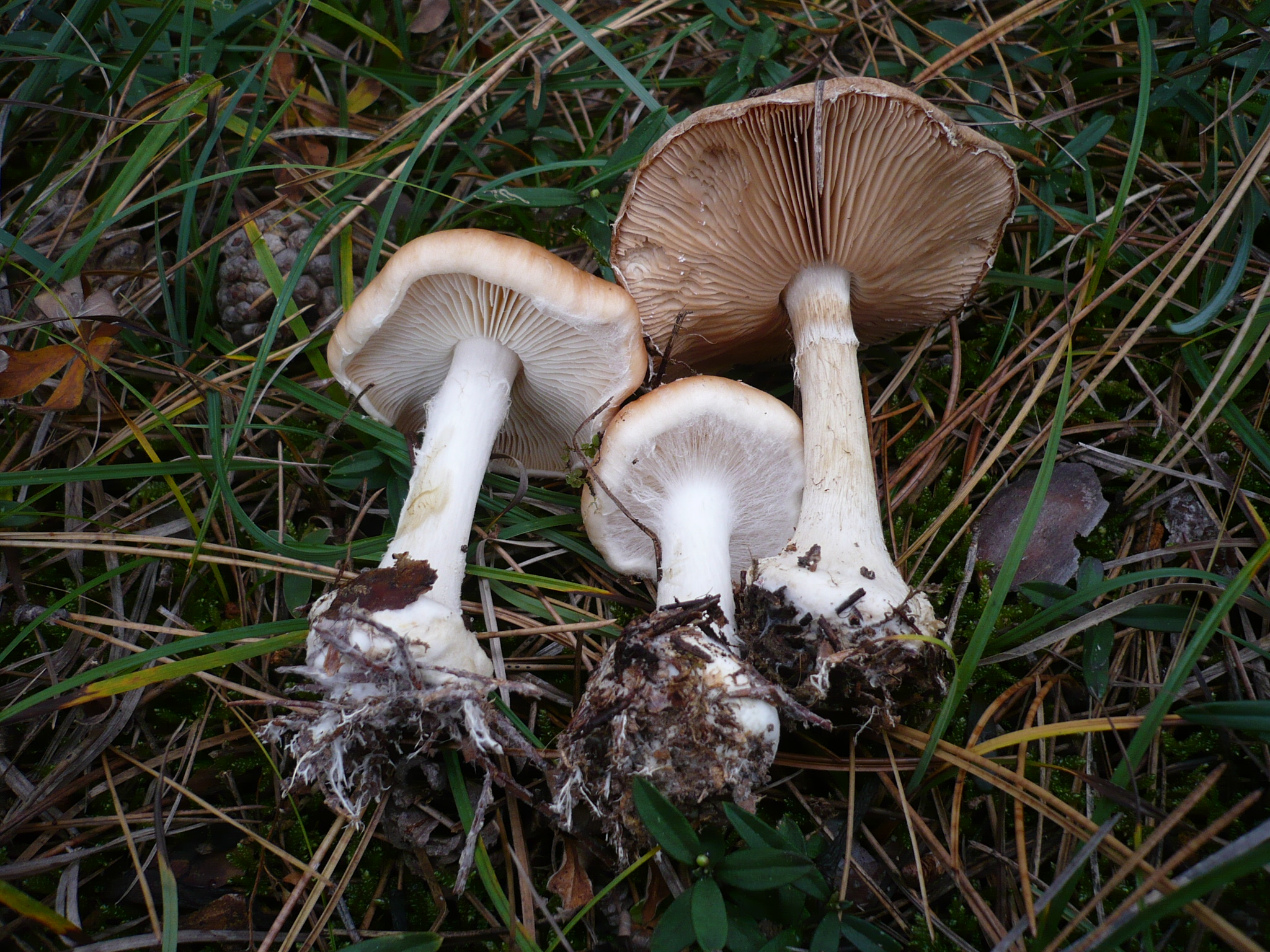
Leucocortinarius bulbiger
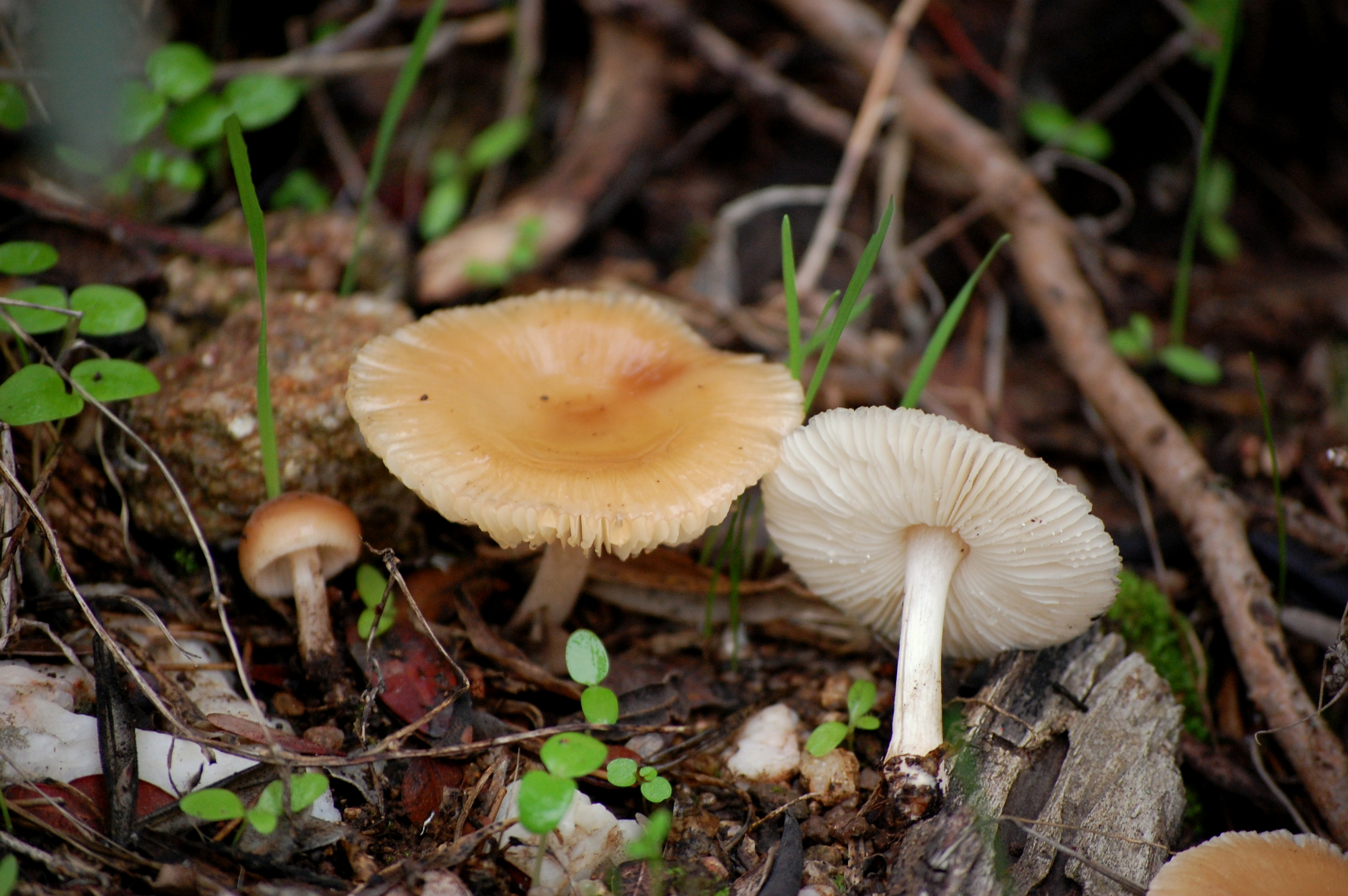
Leucoinocybe lenta
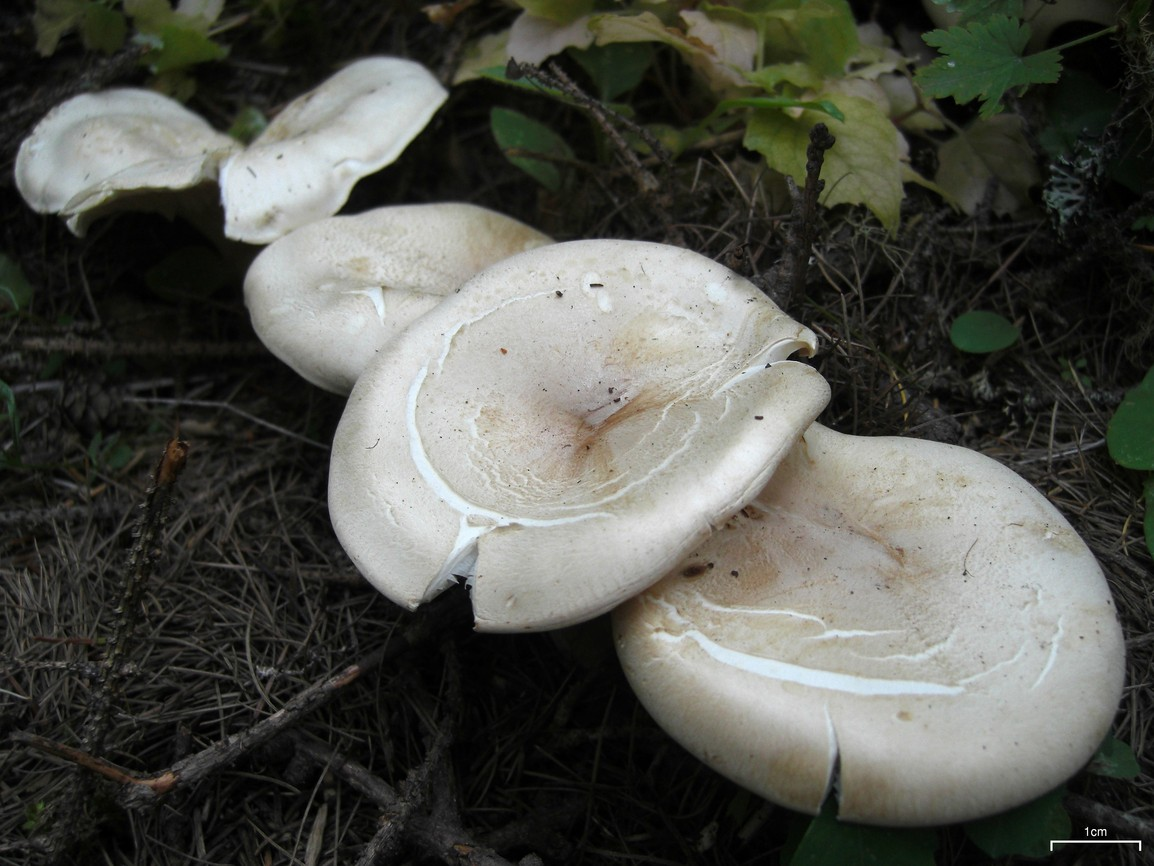
Leucopaxillus albissimus
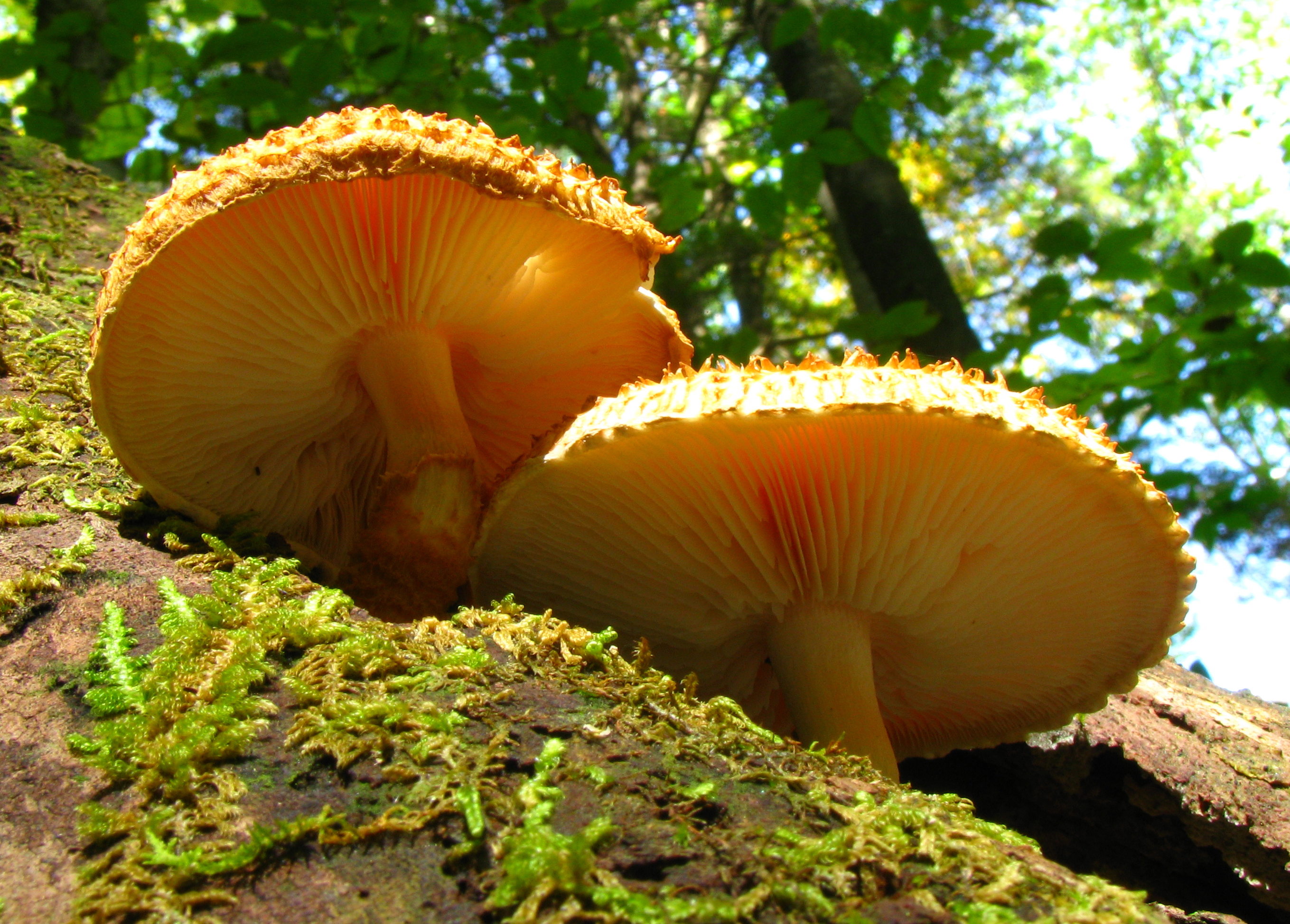
Leucopholiota decorosa

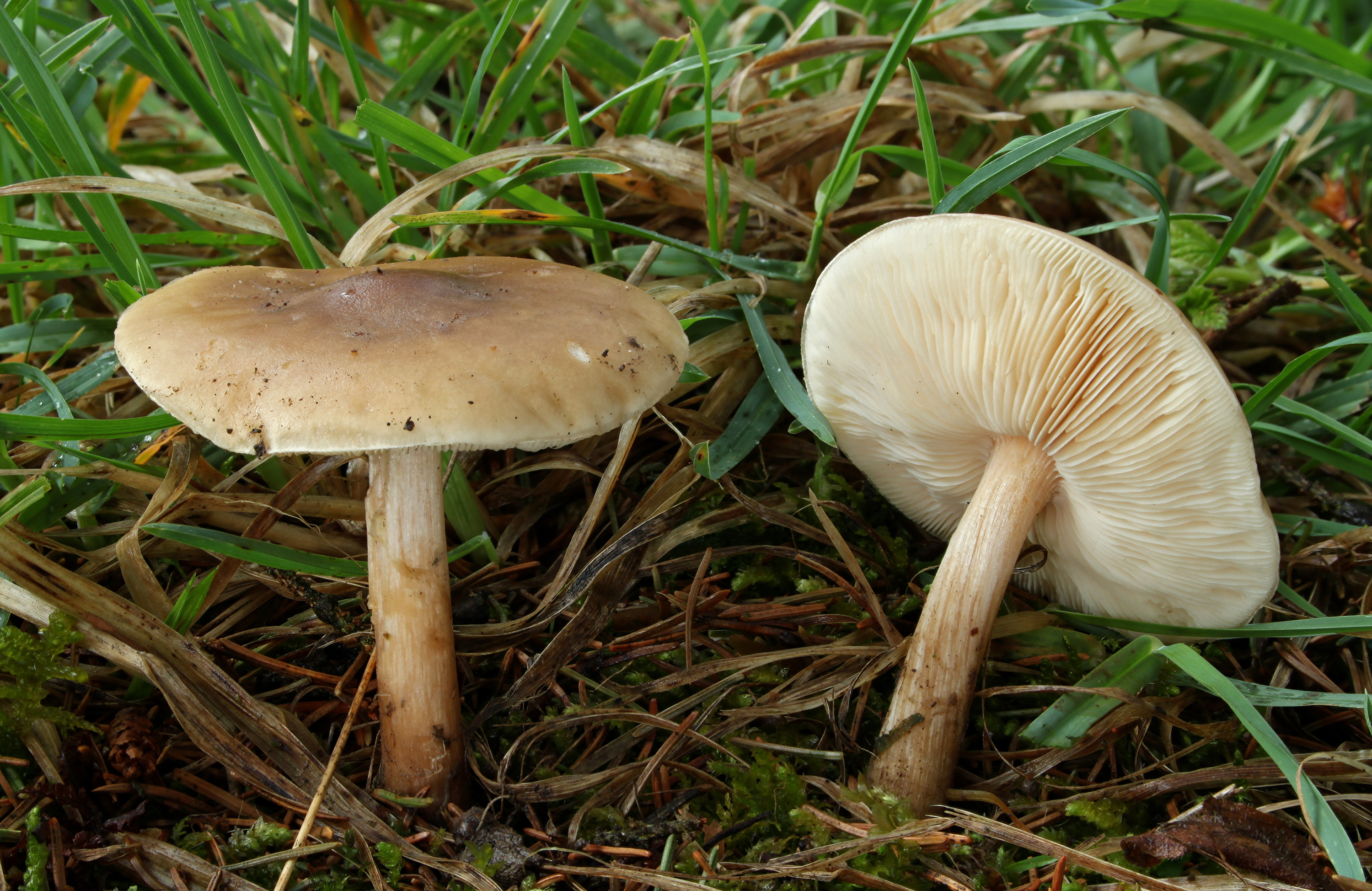
Melanoleuca cognata
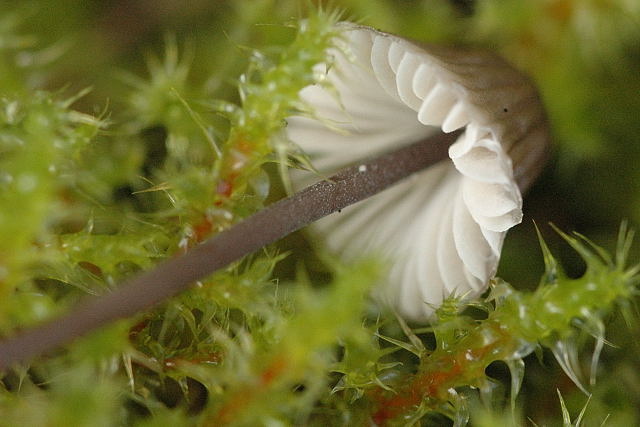
Mycenella.bryophila
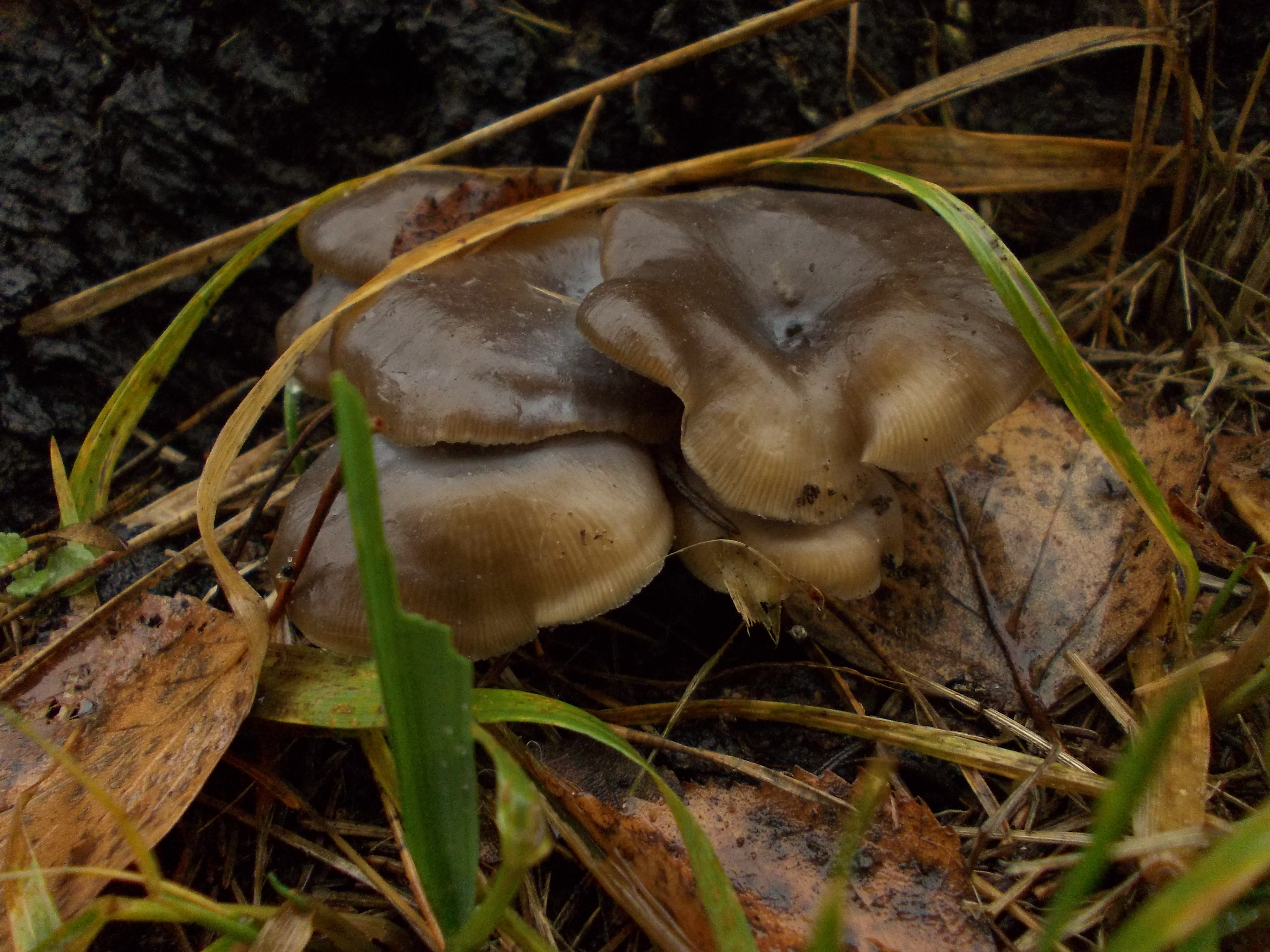
Myxomphalia maura
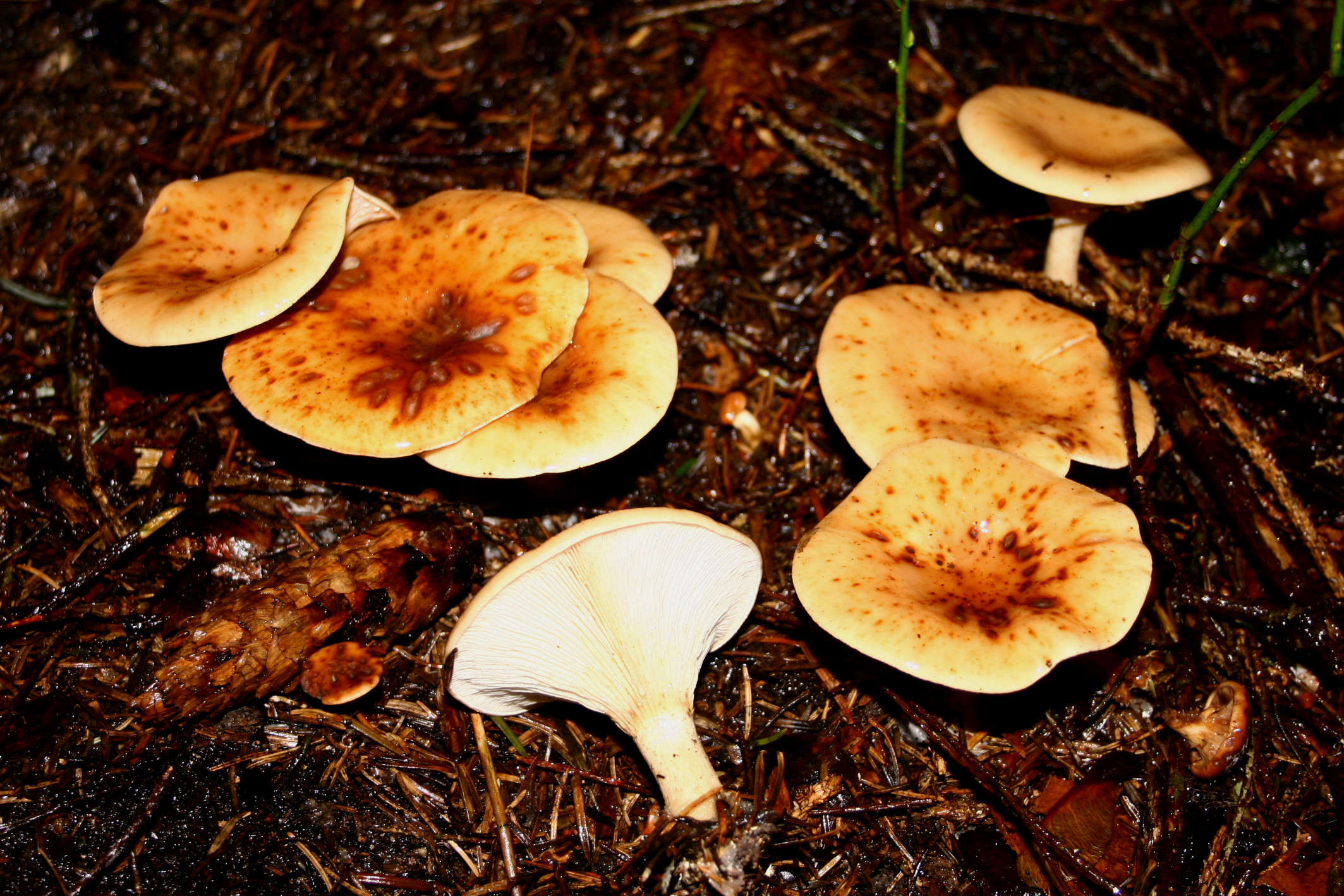
Paralepista gilva
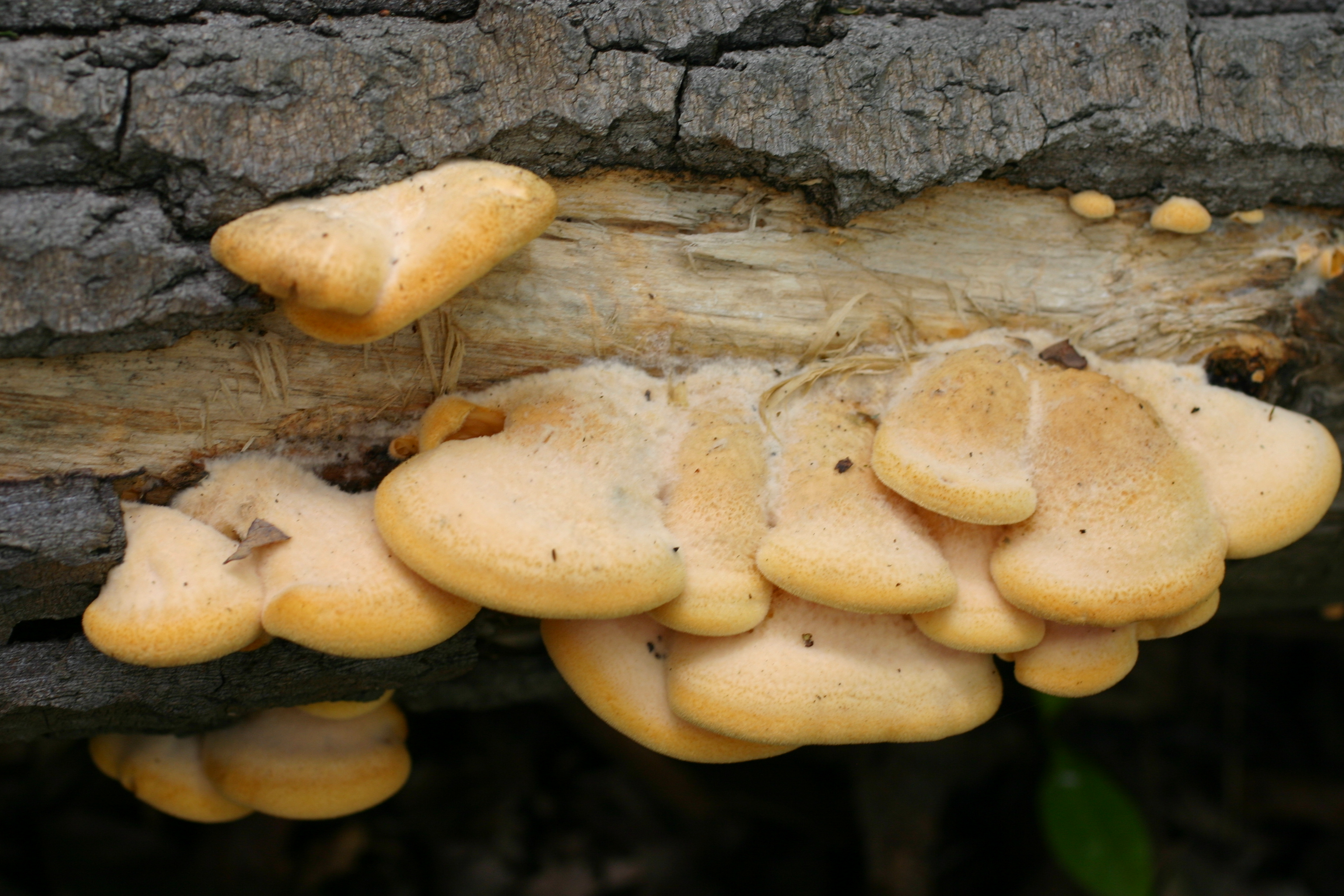
Phyllotopsis nidulans
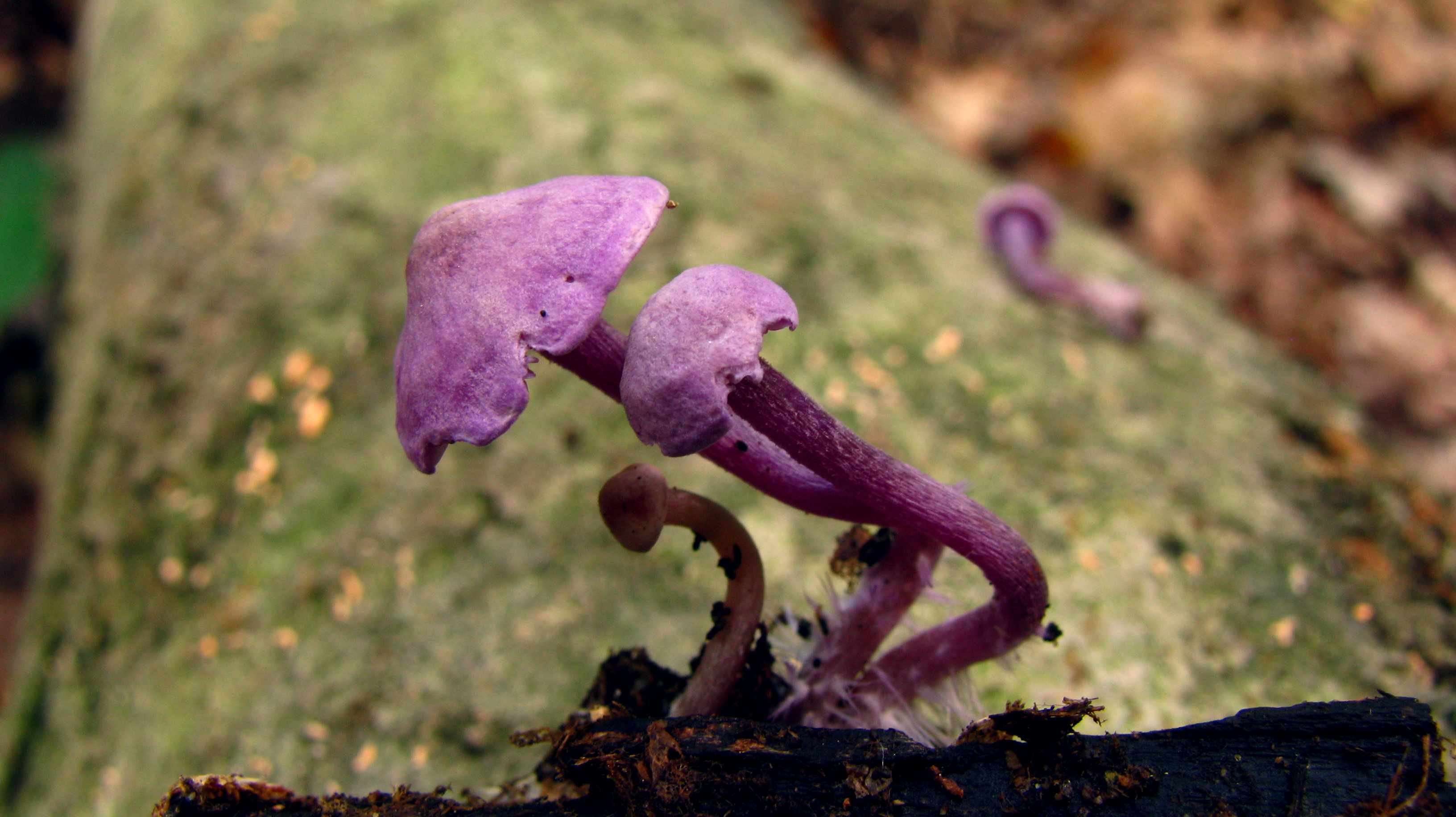
Pseudobaeospora oligophylla
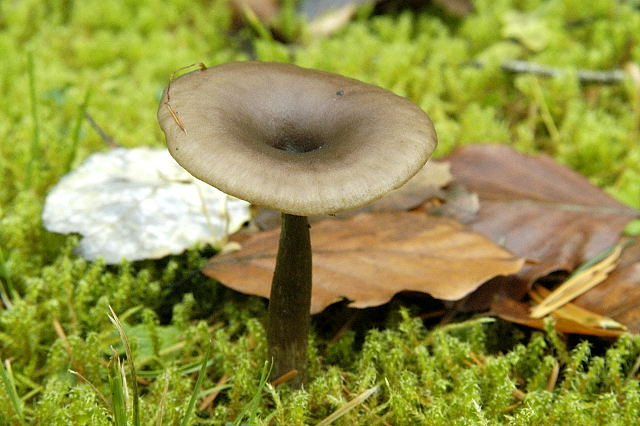
Pseudoclitocybe cyathiformis
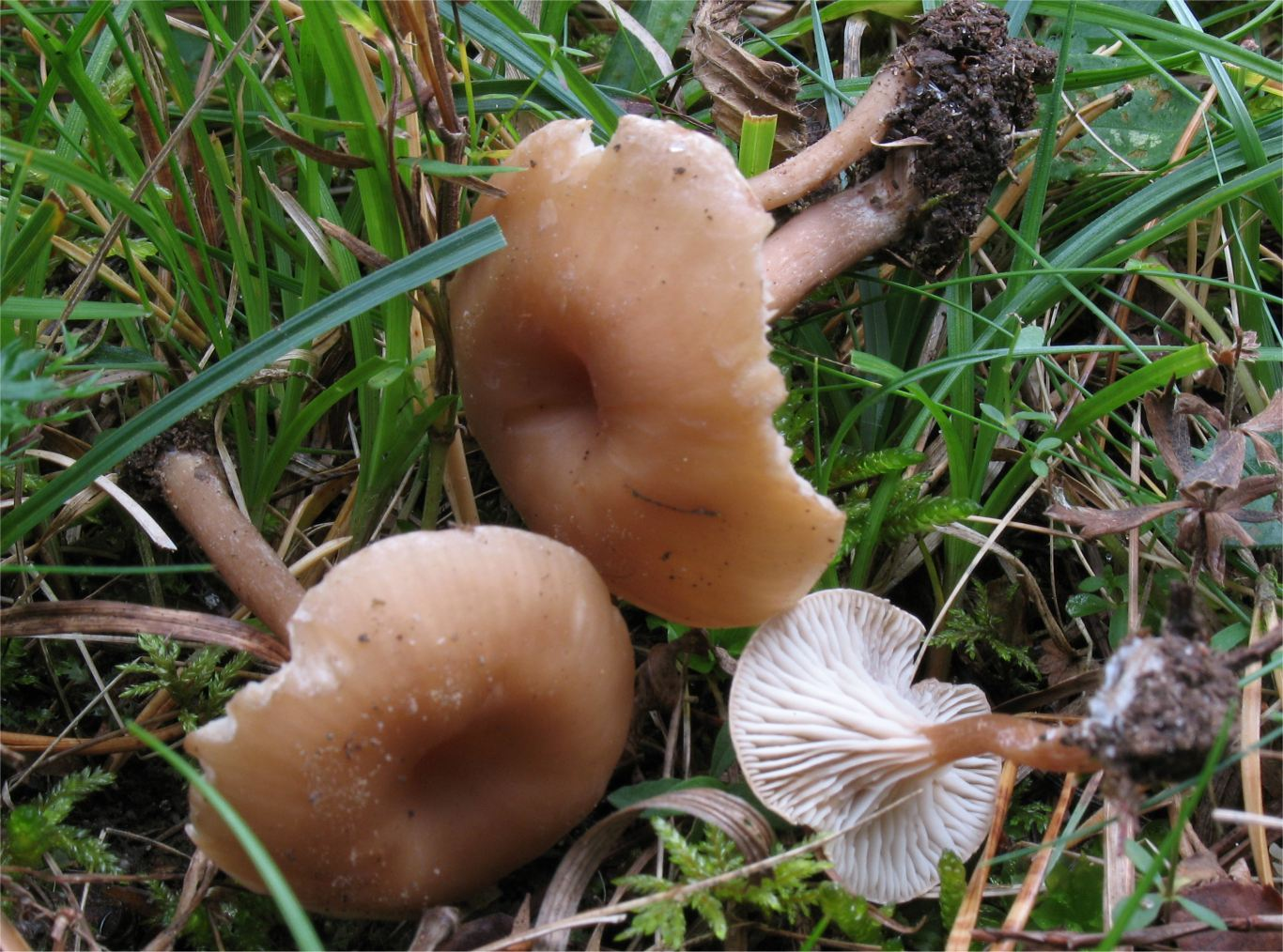
Pseudoomphalina kalchbrenneri

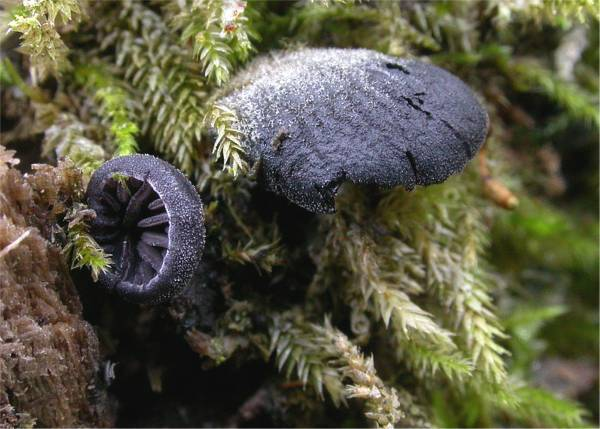
Resupinatus applicatus
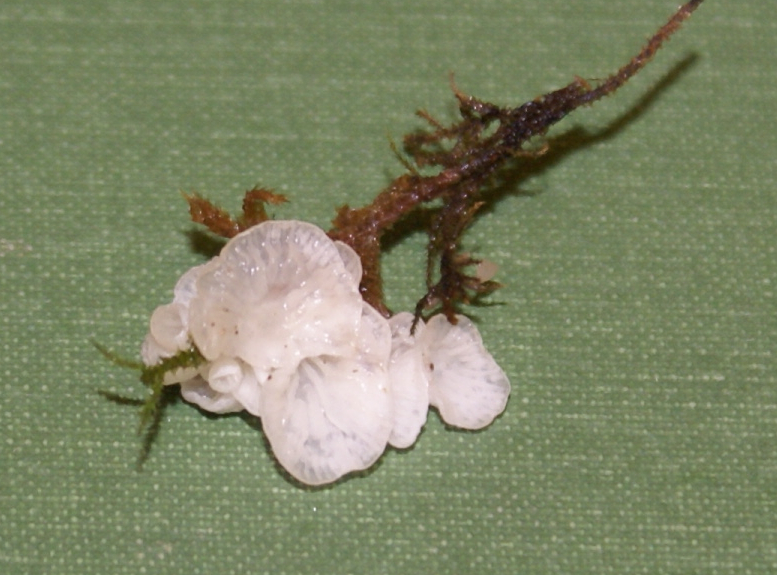
Rimbachia bryophila
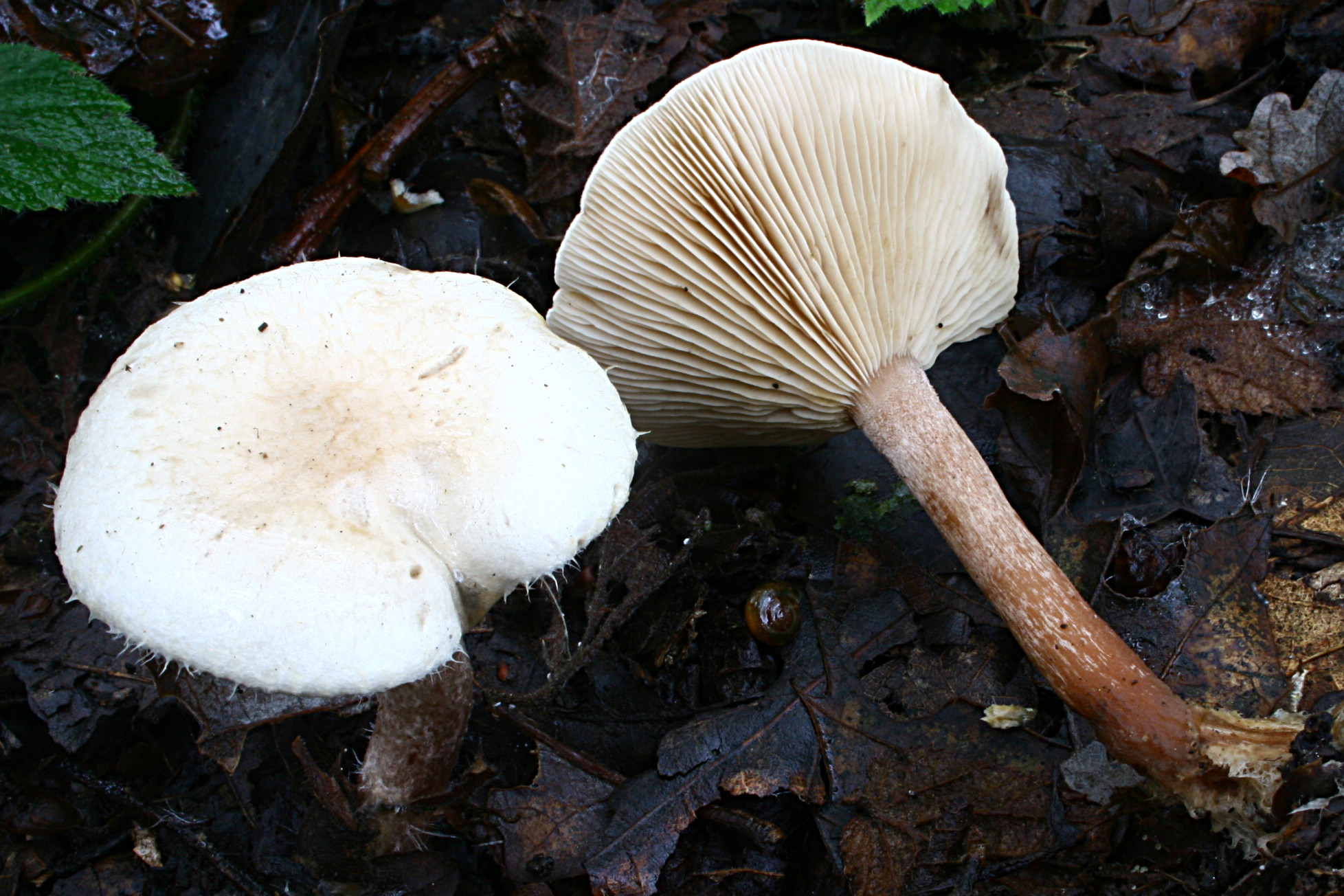
Ripartites tricholoma
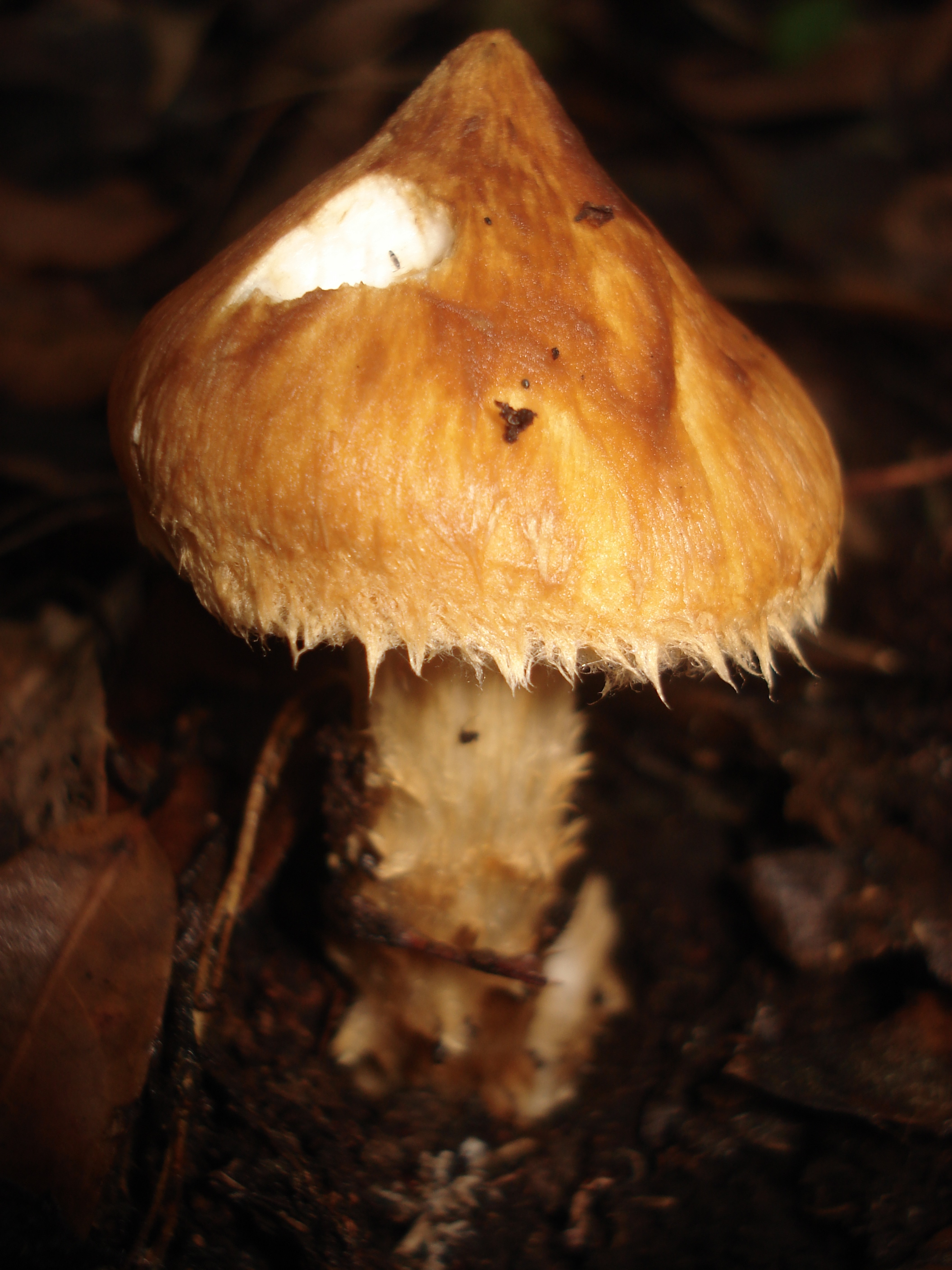
Squamanita umbonata
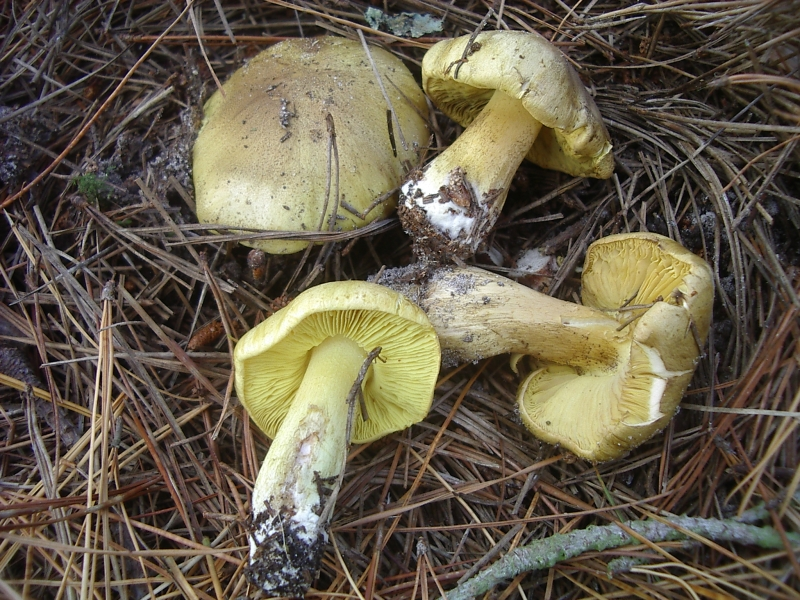
Tricholoma equestre
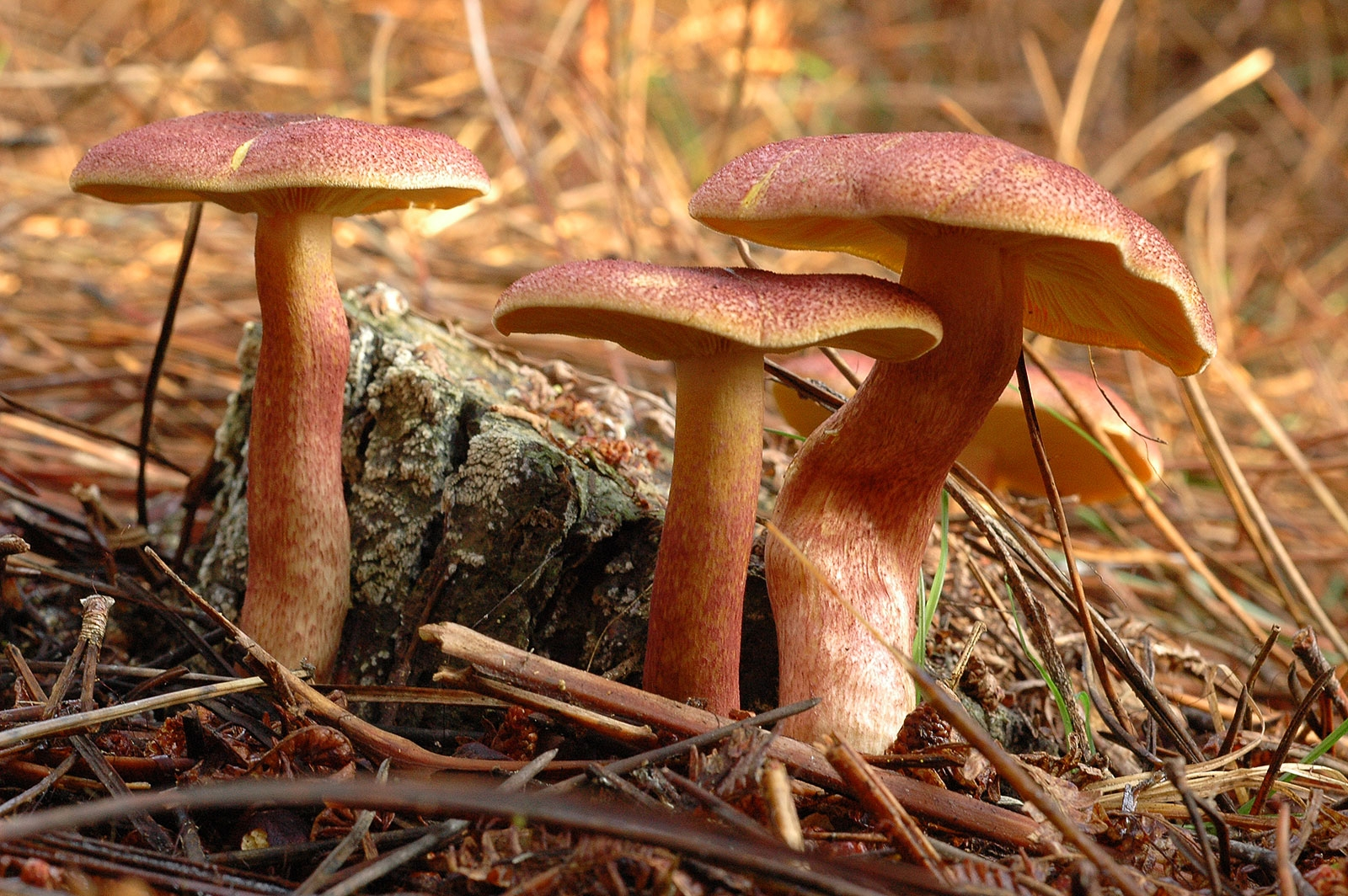
Tricholoma rutilans
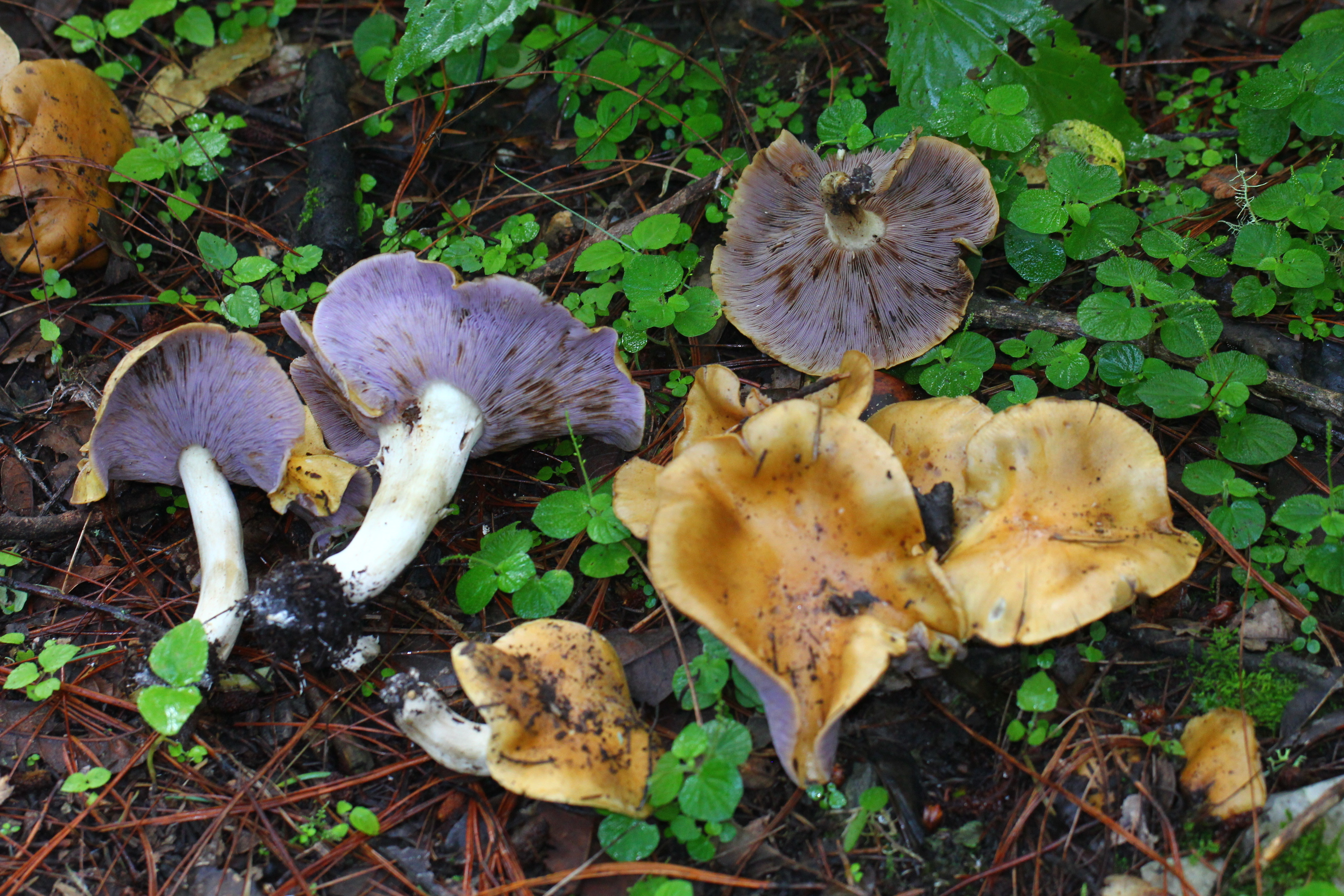
Tricholosporum porphyrophyllum